# Anomoia
Anomoia es una género de insecto de la familia Tephritidae del orden Diptera.

## Especies
- Anomoia alboscutellata  (Wulp, 1899)
- Anomoia amamioshimaensis  (Shiraki, 1968)
- Anomoia apicalis  Ito, 1984
- Anomoia approximata (Hendel, 1914)
- Anomoia asiatica Kandybina, 1972
- Anomoia belliata Ito, 1984
- Anomoia bivittata Wang, 1996
- Anomoia brunneifemur  (Hering, 1938)
- Anomoia connexa  (Shiraki, 1933)
- Anomoia distincta  (Zia, 1939)
- Anomoia electa  (Hering, 1938)
- Anomoia emeia Wang, 1996
- Anomoia expressa  Dirlbek, 1992
- Anomoia flavifemur  (Hering, 1938)
- Anomoia formosana  (Shiraki, 1933)
- Anomoia immsi  (Bezzi, 1913)
- Anomoia klossi  (Edwards, 1919)
- Anomoia leucochila  Ito, 1984
- Anomoia malaisei  (Hering, 1938)
- Anomoia melanobasis  Hardy, 1974
- Anomoia melanopoda  (Hering, 1953)
- Anomoia melanopsis  (Hering, 1938)
- Anomoia mirabilis  (Seguy, 1934)
- Anomoia modica  Hardy, 1987
- Anomoia nigrithorax  (Malloch, 1939)
- Anomoia okinawaensis  (Shiraki, 1968)
- Anomoia proba  Ito, 1984
- Anomoia purmunda  (Harris, 1780)
- Anomoia pusilla  (Hering, 1938)
- Anomoia quadrivittata Wang, 1996
- Anomoia solennis  (Richter, 1969)
- Anomoia steyskali  Hardy, 1974
- Anomoia tranquilla  Ito, 1984
- Anomoia vana  (Hering, 1942)
- Anomoia vulgaris  (Shiraki, 1933)
- Anomoia yunnana Wang, 1996
- Anomoia zoseana  (Zia, 1937)